# Grande Tringue
La Grande Tringue est un fleuve côtier du Pas-de-Calais se jetant dans l'estuaire de la Canche.
Née sur le territoire de la commune d'Airon-Saint-Vaast, la Grande Tringue oriente son cours vers le nord, parallèlement au littoral de la Manche sur une longueur de 12,7 km avant de rejoindre l'estuaire de la Canche à la limite des territoires communaux de Cucq et de Saint-Josse-sur-Mer. Ce petit fleuve côtier est parfois considéré comme une rivière, dernier affluent de rive gauche du cours d'eau dont elle alimente l'estuaire. Malgré un cours limité, il reçoit à Cucq, en rive droite, l'apport d'un affluent assez important: la Petite Tringue, longue de 7,3 km.

## Hydronymie
Tringue est un mot issu de Rin (« Rang ») signifiant canal, (tranchée d'assèchement consolidée par des branchages).[réf. nécessaire]

## Communes traversées
La Grande Tringue arrose les communes de Airon-Notre-Dame, Airon-Saint-Vaast, Cucq, Merlimont, Rang-du-Fliers et Saint-Josse-sur-Mer.